# Căprioara rănită
Căprioara rănită (în spaniolă El venado herido) este o pictură în ulei din 1946 a artistei mexicane Frida Kahlo. Prin această pictură, Kahlo împărtășește publicului ei suferința fizică și emoțională durabilă, așa cum a făcut-o de-a lungul operei sale creative. Acest tablou a fost creat în special spre sfârșitul vieții lui Kahlo, când sănătatea ei era în declin. Kahlo combină simbolurile precolumbiene, budiste și creștine pentru a-și exprima spectrul larg de influențe și credințe.
Se află în colecția privată a lui Carolyn Farb, Houston, Texas.

## Descriere
În Căprioara rănită, Kahlo se pictează ca un hibrid animal și uman. Are corpul unei căprioare împreună cu coarne care se extind din capul ei uman. Stă în picioare, cu picioarele în acțiune. Piciorul său din față drept este ridicat de la sol, ca și cum ar fi rănit sau în mișcare. În corpul cerbului sunt nouă săgeți, creând răni din care curge sânge. Căprioara este într-o pădure; nouă copaci sunt în dreapta sa, iar în prim plan se află o ramură ruptă. Doar trunchiurile copacilor pot fi văzute în planul tabloului; niciunul din frunzișul de mai sus nu este vizibil. Una dintre ramurile copacului din dreapta primului plan este ruptă. Este probabil ca ramura desprinsă sa fie pe sol înaintea căprioarei. Creanga ruptă este proeminentă, deoarece artista îi oferă mai multe detalii decât tot solul pădurii. Fața lui Kahlo se uită stoic la privitor, dând puține semne de durere. Gâtul și capul ei sunt drepte și alerte. În fundal se află probabil un lac, care poate fi văzut printre copaci. Deși cerul este strălucitor, un fulger lovește dintr-un nor alb. Cuvântul „carma” (karma) este scris în colțul din stânga jos al tabloului, după semnătura artistului și anul creației. Căprioara rănită este pictată în mare parte cu tonuri de verde, maro și gri, precum și mici măsuri de albastru și roșu. Dimensiunile fizice ale picturii sunt foarte modeste, măsurând doar 22,4 x 30 centimetri.

## Interpretare și analiză
În această imagine, Kahlo împărtășește privitorului durerea ei interioară care a bântuit-o toată viața. Durerea, pe care o transmite nu doar ca un sentiment fizic, ci și ca suferință emoțională cauzată de relația ei cu Diego Rivera. În comparație cu frescele grandioase ale contemporanilor ei mexicani, precum Rivera, David Alfaro Siqueiros și José Clemente Orozco, picturile lui Kahlo erau mici. O serie de critici interpretează amploarea operei ei ca un semn de izolare, ceea ce a subliniat poziția ei dureroasă.
Creanga ruptă din tablou este un ecou al tradiției mexicane de a așeza o ramură de copac pe mormânt. Ea ar putea fi un simbol al stării de sănătate în deteriorare a artistului. Cu toate acestea, în ciuda simbolurilor și rănilor de pe corpul căprioarei, Kahlo își pictează autoportretul nu cu o expresie de angoasă și durere, ci dimpotrivă - puternic, voinic și calm.
De remarcat este faptul că coarnele de pe capul animalului aparțin unui cerb mascul, și nu unei femele. Kahlo s-a prezentat în imagine atât ca bărbat cât și ca femeie, precum și ca un bărbat și un animal. Forma hibridă a imaginii artistice este adesea explicată de cercetători ca o influență asupra artistei a ideilor și tradițiilor precolumbiene. Acest lucru este exprimat și prin numărul 9 larg reprezentat în pictură. Frida Kahlo, conform calendarului aztec, s-a născut în a noua zi. Acest număr poate fi urmărit în numărul de săgeți din corpul căpriorului, trunchiuri de copaci din partea stângă a imaginii, capetele coarnelor căprioarei.
În imagine, piciorul din față drept al căpriorului este ridicat deasupra solului, ceea ce poate fi o reflectare a propriei boli a lui Frida. În momentul în care a creat Căprioara rănită, îi era greu să meargă, deoarece ulterior a suferit o intervenție chirurgicală la coloană în același an.
Referirea la creștinism din imagine poate fi urmărită prin povestea Sfântului Sebastian, legat de un copac și străpuns de multe săgeți.